# Niederschaeffolsheim
Niederschaeffolsheim (Niederschäffolsheim in tedesco) è un comune francese di 1 365 abitanti situato nel dipartimento del Basso Reno nella regione del Grand Est.

## Società

### Evoluzione demografica
Abitanti censiti